# Almaraz de Duero
Almaraz de Duero település Spanyolországban,  Zamora tartományban. Almaraz de Duero Zamora, Pereruela, Villaseco del Pan és Muelas del Pan községekkel határos. Lakosainak száma 397 fő (2024).

## Népesség
A település lakosságának változását az alábbi diagram mutatja:
| Lakosok száma | 464  | 447  | 435  | 424  | 405  | 403  | 408  | 407  | 401  | 397  |
|               | 2001 | 2004 | 2007 | 2009 | 2012 | 2014 | 2017 | 2019 | 2022 | 2024 |